# 塞內加爾多鰭魚
塞內加爾多鰭魚，俗名金恐龍，為腕鳍鱼纲多鰭魚目多鰭魚科的其中一種。

## 分布
本魚分布於尼羅河及西非尼日河及查德湖流域。

## 特徵
本魚體延長呈圓柱狀，體背面為橄欖色，腹部白色，體側沒有斑塊或大理石紋，各魚鰭灰色的。雙顎約略等長，背鰭硬棘8至11枚；臀鰭硬棘11至17枚，脊椎骨53至59個，體長可達55公分。

## 生態
本魚棲息在沼澤或潟湖等靜止水域。屬肉食性，以青蛙、魚類、昆蟲及甲殼類等為食，能呼吸空氣而且如此能容忍溶氧量低的集中，仔魚具有外鰓。

## 經濟利用
在產地為食用魚，另出口為觀賞魚。